# Matthew Briggs
Matthew Anthony Briggs (* 9. března 1991, Londýn, Spojené království) je anglický fotbalista, který je odchovancem anglického Fulhamu. 

## Klubová kariéra
Briggs byl v mládí velkým talentem a zajímalo se o něho několik londýnských prvoligových klubů. Nakonec zvítězil Fulham, se kterým se dohodl již v roce 1999, když mu bylo 8 let. Do prvního týmu se dostal v roce 2006.
Dne 13. května 2007 si odbyl svůj debut v zápase Premier League proti Middlesbrough, kdy Fulham prohrál 3-1. Briggs však zaznamenal rekord pro nejmladšího hráče Premier League, který držel do roku 2019. Svůj první zápas odehrál teprve v 16 letech a 65 dnech, čímž překonal předchozího rekordmana Jamese Vaughana o neuvěřitelných 206 dní. Od té doby však moc šancí nedostával a hrál především za rezervní tým. V lednu 2010 byl poslán na jednoměsíční hostování do Leytonu Orient, kde odehrál jeden ligový zápas. V srpnu 2010 Briggs odehrál první zápas v základní sestavě v pohárovém utkání proti Port Vale, které skončilo výsledkem 6-0. Za svůj výkon si vysloužil pochvalu a trenér Mark Hughes mu proto dával více šancí. Hughes například překvapil nasazením Briggse do základní sestavy v derby proti Chelsea a Arsenalu. V sezoně 2011-12 se pro Briggse naskytla nová příležitost odehrát mnoho zápasů za první tým, protože Fulham hrál Evropskou ligu už od 1. předkola. V předkolech nastupoval pravidelně a 14. července 2011 dokonce vstřelil gól proti severoirským Crusaders.

## Reprezentační kariéra
Briggs postupně procházel mládežnickými reprezentacemi Anglie. Na začátku roku 2009 byl povolán do týmu do 19 let, se kterým nakonec došel na Mistrovství Evropy až do finále. V roce 2011 také dostal pozvánku do národního týmu do 21 let za spolehlivé výkony v Premier League. První zápas za U21 odehrál 1. září 2011 proti Ázerbájdžánu.

## Úspěchy

### Reprezentační
- Mistrovství Evropy hráčů do 19 let 2009: finále

### Individuální
- Nejmladší hráč v historii Premier League